# 那波氏
那波氏（なわし）は、日本の氏族のひとつ。上野国那波郡（現・群馬県伊勢崎市、佐波郡玉村町）によった武士で、藤原秀郷系と大江氏系の2流があった。赤石城（伊勢崎城）・那波城（堀口城）・今村城によった。

## 歴史

### 那波氏の発生
那波郡に先に入ったのは藤原秀郷の子孫の那波氏である。藤原秀郷の子孫で佐貫成綱の子・季弘を祖とする。保元の乱には那波太郎季弘が源義朝軍に参加した（『伊勢崎市史』）。しかし元暦元年（1184年）那波弘澄（広純）が源義仲にくみして戦死し、一族は衰亡してしまった。
藤姓の那波氏に代わって那波郡を領したのが大江氏系の那波氏である。大江広元の子、大江政広（那波宗元）を祖とする。『系図纂要』では、藤姓那波氏の那波弘純の子・宗澄に子がなかったため、政広は弘澄の娘婿となって那波氏を称したとする。

### 鎌倉時代から室町時代
宗元は同郡佐味郷に入って荘を支配し、その子・政茂は鎌倉幕府引付衆として活躍した。『吾妻鏡』には太郎（頼広）・次郎（宗元）・五郎（政元）らの名がみられる。また頼広系が代々鎌倉に仕えたのに対し、次男・宗元系は領地に下向し荘園管理を行ったようである（『伊勢崎市史』）。
元弘元年（1331年）9月、後醍醐天皇のいる笠置山・楠木正成の守る下赤坂城に対する討伐軍が鎌倉を出発した際、軍勢のなかに那波左近将監がみえる。元弘の乱において那波氏は幕府方で登場したのである。しかし鎌倉将軍府に関東廂番が設置されたときには、その三番方に那波氏惣領らしき那波左近大夫将監政家の名があり、幕府側から途中で建武政権側になったとみられている。だが那波左近大夫（政家）は中先代の乱に際し足利直義軍を攻撃しており、建武政権に背いている。これによって一時的に那波氏は没落した。
室町時代に入ると那波氏は鎌倉公方に付いて復権した。上杉禅秀の乱で禅秀軍の攻撃を受けた足利持氏の近臣のなかに那波掃部助がみえ（「鎌倉大草紙」）、また惣領家6代目の那波上総介宗元は持氏の奉公衆として活動した。上総介宗元は万里小路家の利根荘代官にもなっている。上州白旗一揆による横領を万里小路時房が防ごうとして任命されたのだが、那波氏も一揆構成員であり万里小路家の意図はうまくいかなかった。その後、永享の乱で上総介宗元は持氏方で参加して戦死したとみられ、惣領家は衰亡した。結城合戦では上州一揆のなかに那波刑部少輔入道（勝宗）・大炊介（繁宗）・那波左京亮、上杉被官に那波内匠介がみられるが、これは持氏方に付かなかった宗家以外の一族とみられている。戦国末期に活動が那波郡に見られるのは頼広の弟・次郎宗元の系統である。

### 戦国時代の那波氏

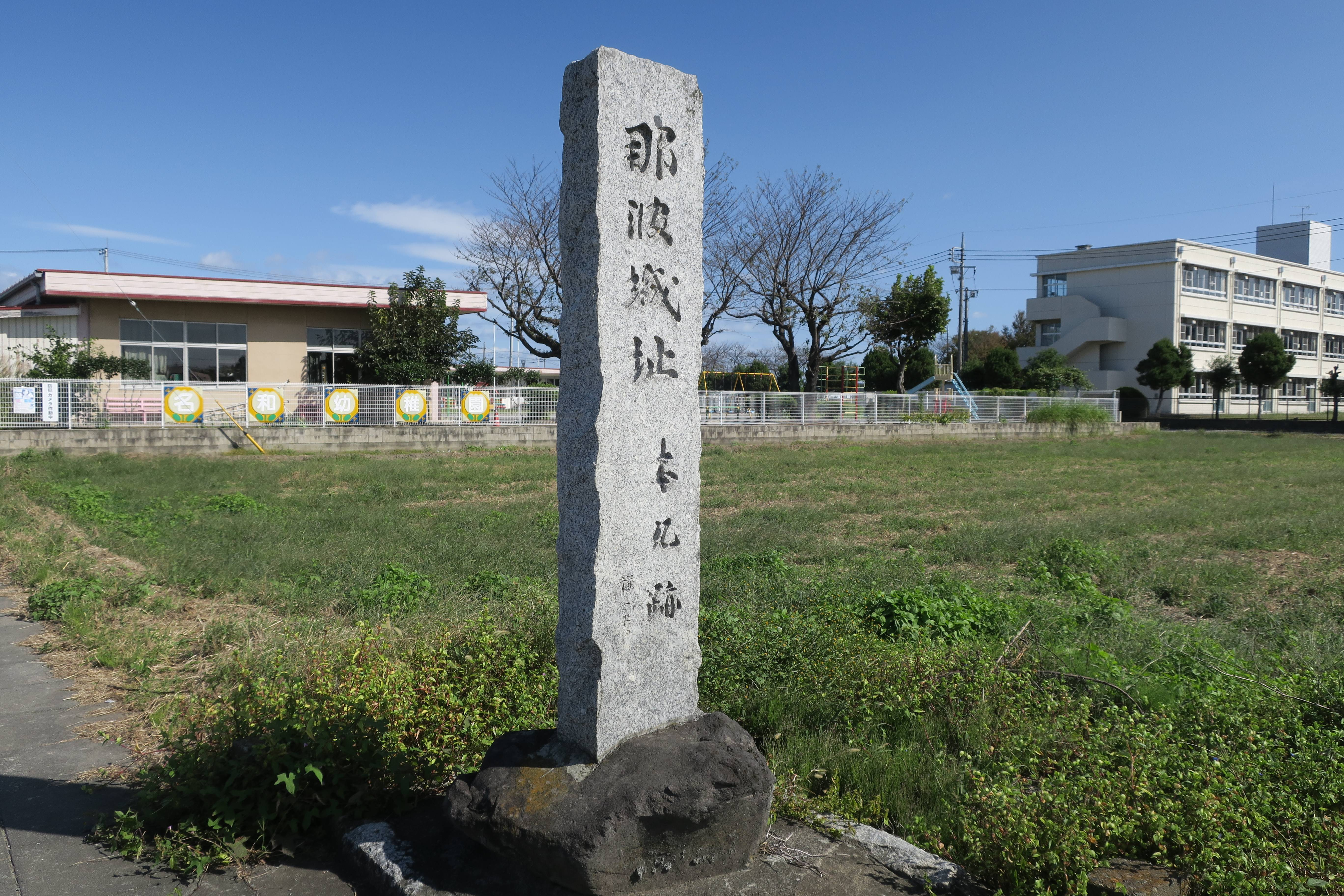
那波城址本丸跡（群馬県伊勢崎市堀口町）

15世紀中頃に山内上杉氏の被官となった。那波宗俊は那波城や今村城を築城している。しかし近隣の由良氏と抗争し、宗俊は成田氏や厩橋長野氏・佐野氏らと天文10年（1541年）に由良泰繁を攻撃した。「那波氏系譜」・「新田伝記」ではこの戦いで宗俊が戦死したと伝える。上杉憲政が平井城に逼塞（）すると宗俊は後北条氏に従った。
永禄3年（1560年）に上杉謙信によって那波城が陥落、那波氏は上杉氏に降伏した。これにより赤石城や那波氏領は上杉方の由良氏のものとなった。この時の城主は「上杉家御年譜」では宗俊といい、嫡男次郎（顕宗）を人質に謙信に降伏したがその後死去したという。一方『日本城郭大系』では、那波氏は宗政（宗継）・宗俊と続いて宗俊の弟・宗元のとき、那波落城で上杉方に敗れ、宗元の長男・宗安は浪人し武田氏へ仕え、次男の次郎は上杉方に人質となったとしている。
上杉氏の人質となった次郎は元服し那波顕宗と名乗った。この際に北条高広の妹を娶っている。
その後は後北条氏・上杉氏の間で復権を狙ったとみられ、『伊勢崎市史』では永禄9年（1566年）に由良成繁が後北条側に付いたのを機に顕宗が旧領に復帰したとする。ただし赤石城は由良方とされ、那波氏は今村城を拠点としたという。一方『玉村町誌』は、天正2年（1574年）に上杉方が離反した由良氏の赤石城を攻めるため、顕宗を今村城に置いたのが那波氏の旧領復帰だとする。以後は姻戚の北条高広と行動を共にしたらしい。そして那波氏が後北条氏側に投じたのは天正11年（1583年）で、滝川一益の上州撤退後のことであった。このとき上杉景勝についた北条高広とは決別している。
後北条氏が豊臣秀吉の小田原征伐で没落すると、那波氏は上杉景勝についたが、天正18年（1590年）10月、仙北一揆の鎮圧中に顕宗は討死し、家は断絶してしまった。
ただし那波の血は後世に残っており、顕宗の息子俊広が、上杉氏家臣で大江氏一族の安田能元の養子となり、のちに安田氏を継いでいる。

## 系譜
秀郷流那波氏の系譜は『尊卑分脈』、大江氏流那波氏の系譜は『系図纂要』によった。

### 藤原秀郷流那波氏
```
藤原秀郷

　 ┃
　千常
　 ┃
　文脩
　 ┃
　兼光
　 ┃
　頼行
　 ┃

淵名兼行

　 ┃
　行房
　 ┃

佐貫成綱

　 ┣━━━━┓

那波季弘
　佐貫成光（
佐貫氏
）
　 ┣━━┓
　吉澄　
弘澄

　　　　 ┃
　　　　
宗澄
```

### 大江氏流那波氏
```
大江広元

　 ┣━━━━┳━━━━┳━━━━┳━━━┓

大江忠成
　
毛利季光
　
那波宗元
　
長井時広
　
親広

　　　　　　 ┏━━━━┫
　　　　　　成宗　　　
政茂

 　　┏━━┳━━┳━━╋━━━━━┓
　　政頼　
政元
　時元　
宗元
　　　　
頼広

　　　　　　　　 ┏━━┫　　┏━━┫
　　　　　　　　貞如　
宗長
　頼元　宗広
　　　　 　　　　　　  ┃　　┏━━╋━━┓
　　　　　　　　　　　
宗家
　頼茂　教元　宗茂
　　　　　　　　 　　　┃　　┃　　┃
　　　　　　　　　　　
宗継
　宗教　
宗元

　　　　　　　　 ┏━━┫
　　　　　　　　
繁宗
　
勝宗

　　　　 　　　　　　　┃
　　　　　　　　　　　
宗俊

　　　 ┏━━━━━━━┫
　
宗泰（名和無理介）
　
顕宗

　　　　　　　　　　　 ┃
　　　　　　　　　　　
俊広
```